# René Goulaine de Laudonnière

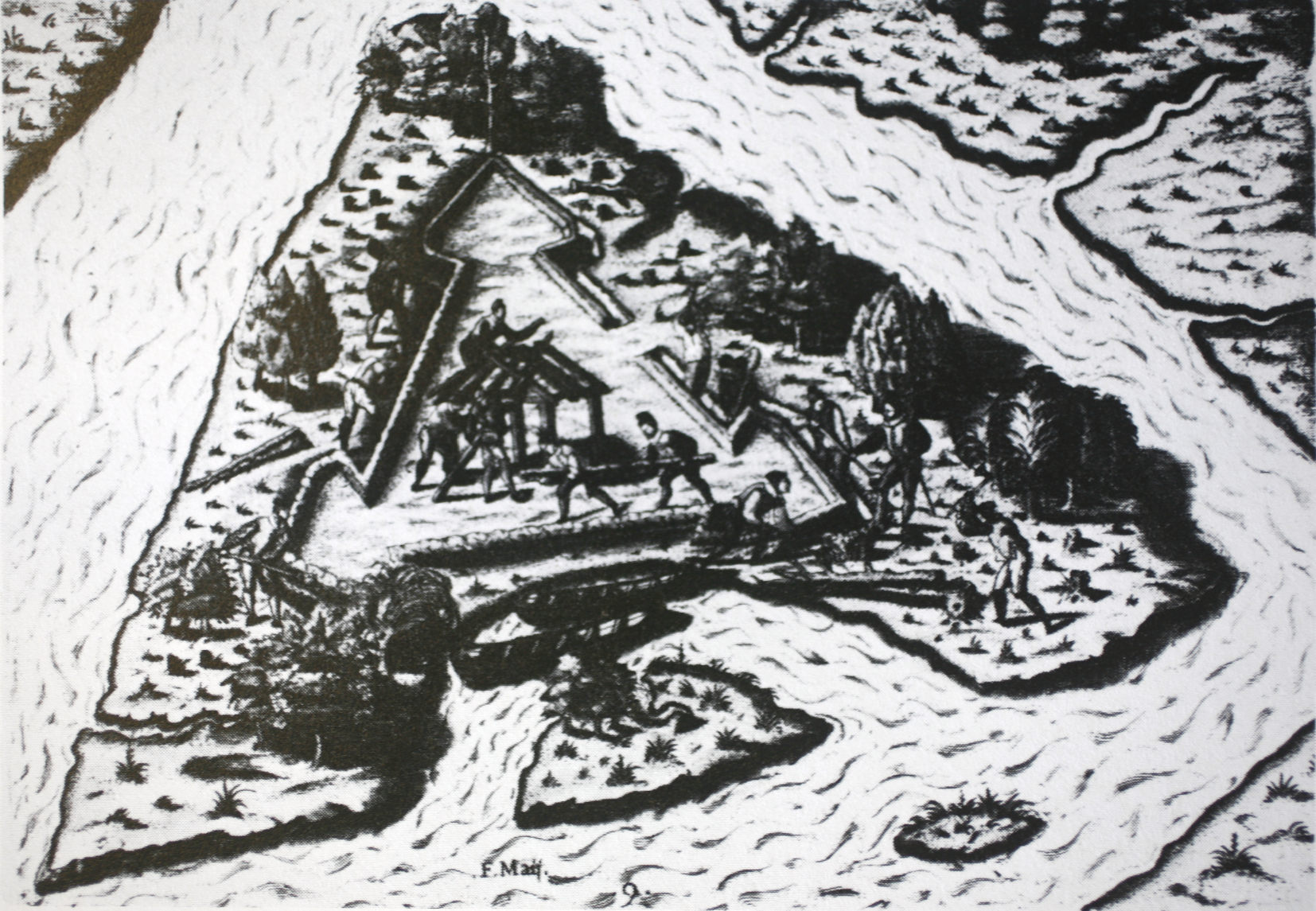
Budowa umocnień Fort Caroline

René Goulaine de Laudonnière (ur. w 1529, zm. w 1568) – francuski podróżnik, kolonizator Karoliny Południowej i Florydy w Ameryce Północnej, szlachcic hugenocki, który wziął udział w nieudanej próbie skolonizowania wschodnich wybrzeży Ameryki przez Jeana Ribaulta w roku 1562.

## Życiorys
W roku 1564 nakazał opuszczenie pierwszej osady i wyruszył do ujścia rzeki St. Johns na obszarze dzisiejszego Jacksonville na Florydzie. U ujścia rzeki hugenoci napotkali Indian z plemienia Timucua, którzy oddawali cześć boską kamiennemu pomnikowi wzniesionemu przez Ribaulta dwa lata wcześniej. Laudonnière zawarł pokój z wodzami plemienia, którzy obiecali mu pomoc w budowie osady Fort Caroline.
Ciężkie warunki bytowe wkrótce popsuły atmosferę w nowej kolonii. Większość osadników nie chciała pracować na roli, woląc szukać nieistniejącego złota i drogich kamieni. Laudonnière był zmuszony do wprowadzenia racjonowania żywności, co wywołało niezadowolenie i próby buntu, podczas których dwukrotnie usiłowano dokonać nań zamachu: najpierw przy pomocy trucizny, a następnie próbując wysadzić w powietrze jego siedzibę.
Wkrótce doszło do zatargu z hiszpańskimi kolonistami z St. Augustine. Przyczyną był nierozważny postępek grupy Francuzów, którzy uprowadzili jeden ze statków kolonii, pożeglowali nim na Kubę, gdzie zaatakowali hiszpański galeon. Hiszpanie zaplanowali odwet traktując Fort Caroline jako siedlisko piratów. Ich dowódca, Pedro Menéndez de Avilés, miał za zadanie strzec okrętów Złotej Armady przewożącej kruszce z Ameryki do Hiszpanii.
W sierpniu 1565 roku do Fort Caroline zawinął znany angielski żeglarz i korsarz John Hawkins, od którego Laudonnière kupił zapas żywności i statek. W kilka tygodni później zjawił się Ribault z planem zabrania Laudonnière'a do Francji dla ukarania za złe zarządzanie kolonią. Tymczasem we wrześniu znaczne siły hiszpańskie Menéndeza przypuściły nieudany atak na Fort Caroline od strony morza. Odwetowe uderzenie Ribaulta nie powiodło się, bowiem jego okręty zatopił silny sztorm na wysokości przylądka Canaveral. Sytuację wykorzystał Menéndez i zaatakował powtórnie, tym razem od strony lądu. Trzy czwarte kolonistów została zabita, a nieliczna grupka z Laudonnière’em i malarzem Jakiem Le Moyne de Morguesem zbiegła w las i na wybrzeże, skąd zabrał ich angielski statek.
Laudonnière wrócił w 1566 roku do Francji, gdzie opublikował swe wspomnienia pt. "L’Histoire notable de la Floride" i gdzie wkrótce zmarł. Wspomnienia wydane zostały drukiem w roku 1586. Jego próba kolonizacji wschodnich wybrzeży dzisiejszych kontynentalnych Stanów Zjednoczonych dla Francji zakończyła się niepowodzeniem. Hiszpanie władali Florydą przez następne 200 lat.